# Trochomeria debilis
Trochomeria debilis är en gurkväxtart som först beskrevs av Otto Wilhelm Sonder, och fick sitt nu gällande namn av George Bentham och Hook. f. Trochomeria debilis ingår i släktet Trochomeria och familjen gurkväxter. Inga underarter finns listade i Catalogue of Life.